# Euphorbia polycnemoides
Euphorbia polycnemoides là một loài thực vật có hoa trong họ Đại kích. Loài này được Hochst. ex Boiss. mô tả khoa học đầu tiên năm 1862.